# رامیز آلیا
رامیز تافه آلیا (انگلیسی: Ramiz Alia؛ ۱۸ اکتبر ۱۹۲۵ – ۷ اکتبر ۲۰۱۱) یک سیاست‌مدار اهل آلبانی بود. دومین و آخرین رهبر کمونیست آلبانی از ۱۹۸۵ تا ۱۹۹۱ و رئیس حکومت از سال ۱۹۸۲ تا ۱۹۹۲ بود. او توسط انور خوجه به عنوان جانشین تعیین شده بود و پس از مرگ او قدرت را بدست گرفت. او همچنین اولین رئیس جمهور آلبانی از سال ۱۹۹۱ تا ۱۹۹۲ بود. آلیا در ۷ اکتبر ۲۰۱۱ بخاطر مشکلات ریوی در تیرانا در ۸۵ سالگی درگذشت.